# Mario Russo (calciatore)
Mario Russo (Lecce, 20 gennaio 1948 – Lecce, 21 giugno 2017) è stato un dirigente sportivo, allenatore di calcio e calciatore italiano, di ruolo centrocampista.

## Carriera

### Calciatore
Figlio del calciatore Carmelo Russo e cresciuto nelle giovanili del Lecce, militò nella Roma nella stagione 1966-1967 senza tuttavia disputare alcuna gara; in Serie A ha disputato una gara con il Lanerossi Vicenza e 29 partite con la Ternana nel 1972-1973. Conta diverse stagioni in Serie B con la Ternana stessa, il Catanzaro, l'Atalanta, il Rimini e il Lecce.

### Allenatore
La carriera di Russo come allenatore, svolta quasi esclusivamente in Serie C e Serie D (con esclusione di due brevi parentesi fra i cadetti), e quasi esclusivamente al centro-sud con esclusione di una stagione a Rimini, comincia nel 1979, quando diventa allenatore-giocatore con la formazione salentina dello Squinzano. Al termine di questa stagione, a 31 anni, abbandona l'attività agonistica.
Come allenatore a tempo pieno inizia al Nardò, con cui ottiene la promozione dalle serie minori pugliesi all'Interregionale nella stagione 1980-1981. Dopo un altro campionato con il Nardò, si trasferisce al Martina e poi al Monopoli. Nel 1985-86 esordisce in Serie B alla guida dell'Arezzo. Passato nel 1986 alla Salernitana, in Serie C1, porta a termine la stagione, ma non riesce ad ottenere la riconferma. Nel 1987-1988 allena Campobasso, sempre in C1, dove termina quarto alle spalle delle promosse Cosenza, Licata e Reggina. Ha poi guidato per un biennio (1988-1990) il Casarano, nel 1990 la Casertana, quindi la Fidelis Andria (con promozione in Serie B ottenuta al termine della stagione 1991-1992 ed esonero dopo 8 giornate nella stagione successiva in serie cadetta). In seguito ha allenato per un biennio il Barletta e per una stagione Catania e poi Rimini, prima di tornare nel Salento per allenare l'Atletico Tricase, club all'esordio in Serie C2. Nel 1998 è al Crotone, nel 1999-2000 all'Avellino e l'anno dopo ancora al Campobasso, poi guida la Cavese, la Palmese e chiude nel 2003 sulla panchina del Cosenza.

### Dirigente e morte
È stato per sette anni direttore generale del Monopoli prima dell'improvvisa morte, avvenuta a seguito di un malore il 21 giugno 2017, all'età di 69 anni.

## Palmarès

### Giocatore

#### Competizioni nazionali
- Serie B: 1

Ternana: 1971-1972

### Allenatore

#### Competizioni nazionali
- Serie C1: 1

Casertana: 1990-1991